# Résolution 2254 du Conseil de sécurité des Nations unies
Membres permanents
- Chine
- États-Unis
- France
- Royaume-Uni
- Russie

Membres non permanents
- Angola
- Chili
- Espagne
- Jordanie
- Lituanie
- Malaisie
- Nigeria
- Nouvelle-Zélande
- Tchad
- Venezuela

Résolution no 2253 Résolution no 2255
La résolution 2254 du Conseil de sécurité des Nations unies est adoptée à l'unanimité le 18 décembre 2015. Elle appelle à un cessez-le-feu et à une résolution politique du conflit en Syrie.

## La résolution
La résolution exige que toutes les parties cessent immédiatement toute attaque contre des cibles civiles, elle exhorte tous les États membres à soutenir les efforts pour parvenir à un cessez-le-feu et demande à l'ONU de convoquer les parties pour engager des négociations officielles début janvier 2016. 
Les groupes considérés comme des « groupes terroristes » par le Conseil de sécurité de l'ONU, y compris l'État islamique et le Front al-Nosra, en sont exclus. Les actions offensives et défensives contre ces groupes se poursuivront. Un mécanisme de suivi du cessez-le-feu sera mis en place,. 
Dans un délai de 18 mois, des élections libres et équitables se tiendront sous la supervision de l'ONU. La transition politique sera dirigée par les Syriens.

## Conséquences
La résolution 2254 de l'ONU a été invoquée par l'Iran, la Russie et la Turquie comme base juridique du processus politique requis pour résoudre le conflit syrien, lors du premier tour des pourparlers d'Astana en janvier 2017. Le Conseil démocratique syrien lié aux Forces démocratiques syriennes y fait également référence.